# 그대네요
《그대네요》는 성시경과 아이유의 듀엣 싱글로서 2010년 9월 28일에 발매되었다.

## 개요
〈그대네요〉는 성시경이 군대 제대 후에 발매하는 첫 싱글로서, 이 곡은 성시경과 절친한 사이이기도 한 프로듀서 김형석이 만든 곡으로 아름다운 멜로디와 애절한 가사와 함께 성시경과 아이유의 하모니가 돋보이는 곡이다.

## 트랙리스트
| #  | 제목                 | 작사   | 작곡   | 재생 시간 |
| -- | -------------------- | ------ | ------ | --------- |
| 1. | 〈그대네요〉         | 이미나 | 김형석 | 4:34      |
| 2. | 〈그대네요〉 (Inst.) |        | 김형석 | 4:34      |

## 성과
〈그대네요〉는 각종 음원사이트에서 상위권에 랭크되었는데 도시락 을 제외한 전 음원사이트에서 1위를 차지하였다. 

음원사이트별 일간차트 최고 순위는 다음과 같다.
| 음원사이트                            | 날짜                              | 최고순위 | 비고         |
| ------------------------------------- | --------------------------------- | -------- | ------------ |
| Melon                                 | 2010년 9월 29일 ~ 2010년 10월 1일 | 1위      | 3일 연속 1위 |
| Mnet                                  | 2010년 9월 30일 ~ 2010년 10월 3일 | 1위      | 4일 연속 1위 |
| 도시락                                | 2010년 9월 30일 ~ 2010년 10월 1일 | 2위      |              |
| Bugs                                  | 2010년 9월 29일 ~ 2010년 10월 2일 | 1위      | 4일 연속 1위 |
| 소리바다                              | 2010년 9월 29일 ~ 2010년 10월 1일 | 1위      | 3일 연속 1위 |
| 싸이월드                              | 2010년 9월 29일 ~ 2010년 10월 4일 | 1위      | 6일 연속 1위 |
| 몽키3 보관됨 2016-01-23 - 웨이백 머신 | 2010년 9월 29일 ~ 2010년 10월 1일 | 1위      | 3일 연속 1위 |

이에 따라 〈그대네요〉는 10월 첫째주 가온차트에서도 1위를 차지하였다.
그리고 공중파 가요차트에서도 좋은 성과를 거두고 있는데, 다음은 〈그대네요〉의 KBS 뮤직뱅크 K차트 순위이다.
| 주간                                  | 순위 | 비고 |
| ------------------------------------- | ---- | ---- |
| 10월 둘째주 (2010.09.27 ~ 2010.10.03) | 8위  | 진입 |
| 10월 셋째주 (2010.10.04 ~ 2010.10.10) | 11위 |      |